# 職業訓練指導員 (塗装科)
職業訓練指導員 (塗装科)（しょくぎょうくんれんしどういん とそうか）は、職業訓練指導員免許のうちの1つ。厚生労働省管轄。

## 受験資格
- 職業訓練指導員免許の受験資格と試験免除を参照。塗装技能士、塗料調色技能士の保有者など。

## 試験科目
学科試験
1. 指導方法（職業訓練原理、教科指導法、訓練生の心理、生活指導及び職業訓練関係法規）
2. 関連学科

- 系基礎学科
  - デザイン（文字、構成、色彩、模様）
  - 塗装一般（塗料、調色、塗装用設備及び機器、関係法規）
  - 安全衛生（安全管理　衛生管理）
- 専攻学科
  - 塗装法（金属製品塗装法、木工製品塗装法、建築物塗装法、試験法、材料、仕様及び積算）

実技試験
1. 金属製品塗装
2. 木工製品塗装
3. 建築物塗装